# La Rouge

La Rouge este o comună în departamentul Orne, Franța. În 2009 avea o populație de 641 de locuitori.